# Raymond (Washington)
Raymond az Amerikai Egyesült Államok északnyugati részén, Washington állam Pacific megyéjében elhelyezkedő város. A 2010. évi népszámlálási adatok alapján 2882 lakosa van.
Az L. V. Raymond postai vezetőről elnevezett település 1907. augusztus 6-án kapott városi rangot. A Nirvana 1987-ben, egy raymondi házibuliban lépett fel először.

## Éghajlat
A város éghajlata mediterrán (a Köppen-skála szerint Csb).
| Hónap                                   | Jan.  | Feb.  | Már. | Ápr. | Máj. | Jún. | Júl. | Aug. | Szep. | Okt. | Nov.  | Dec.  | Év    |
| --------------------------------------- | ----- | ----- | ---- | ---- | ---- | ---- | ---- | ---- | ----- | ---- | ----- | ----- | ----- |
| Rekord max. hőmérséklet (°C)            | 18,0  | 24,0  | 26,0 | 30,0 | 34,0 | 36,0 | 38,0 | 39,0 | 37,0  | 31,0 | 21,0  | 17,0  | 39,0  |
| Átlagos max. hőmérséklet (°C)           | 8,6   | 10,2  | 12,0 | 14,4 | 16,9 | 18,9 | 21,6 | 22,4 | 21,0  | 15,9 | 10,8  | 7,8   | 15,1  |
| Átlagos min. hőmérséklet (°C)           | 0,6   | 0,3   | 1,8  | 3,1  | 5,9  | 8,4  | 10,3 | 10,0 | 7,4   | 4,2  | 2,1   | 0,2   | 4,6   |
| Rekord min. hőmérséklet (°C)            | −15,0 | −15,0 | −7,0 | −4,0 | −2,0 | 1,0  | 3,0  | 2,0  | −2,0  | −8,0 | −13,0 | −16,0 | −16,0 |
| Átl. csapadékmennyiség (mm)             | 320   | 230   | 246  | 165  | 100  | 73   | 32   | 34   | 68    | 187  | 349   | 300   | 2104  |
| Forrás: Western Regional Climate Center |       |       |      |      |      |      |      |      |       |      |       |       |       |

## Népesség
A 2010-es népszámláláskor a városnak 2882 lakója, 1151 háztartása és 698 családja volt. A népsűrűség 272,1 fő/km2. A lakóegységek száma 1279, sűrűségük 120,8 db/km2. A lakosok 75,9%-a fehér, 0,9%-a afroamerikai, 2,5%-a indián, 6,8%-a ázsiai,  10,1%-a egyéb, 3,9%-a pedig kettő vagy több etnikumú. A spanyol vagy latino származásúak aránya 16,2% (   )
A háztartások 29,4%-ában élt 18 évnél fiatalabb. 42,9% házas, 10,4% egyedülálló nő, 7,3% egyedülálló férfi, 39,4% pedig nem család. 33,4% egyedül élt; 15,2%-uk 65 éves vagy idősebb. Egy háztartásban átlagosan 2,46 személy élt; a családok átlagmérete 3,1 fő.
A medián életkor 41 év volt. A város lakóinak 23,4%-a 18 évesnél fiatalabb, 8,6% 18 és 24 év közötti, 22,2%-uk 25 és 44 év közötti, 27,5%-uk 45 és 64 év közötti, 18,4%-uk pedig 65 éves vagy idősebb. A lakosok 49,9%-a férfi, 50,1%-a pedig nő.

## Nevezetes személy
- Robert Wells, dalszerző[13]

## Fordítás
- Ez a szócikk részben vagy egészben  a   Raymond, Washington című angol Wikipédia-szócikk ezen változatának fordításán alapul.  Az eredeti cikk szerkesztőit annak laptörténete sorolja fel. Ez a jelzés csupán a megfogalmazás eredetét és a szerzői jogokat jelzi, nem szolgál a cikkben szereplő információk forrásmegjelöléseként.